# 1 moment
1 moment – utwór polskiego rapera K2 z gościnnym udziałem Buki, który znalazł się na albumie K2 Anatomia.

## Produkcja
Utwór został wyprodukowany przez Subbassa. Tekst przygotowali Tomasz Marycki i Mateusz Daniecki. Muzykę skomponowali Łukasz Rzeźniczek i Piotr Wójtowicz. SoulToSqueeze zagrał na gitarze. Utwór w wersji wydanej na albumie K2 Anatomia trwa pięć minut i 16 sekund.

## Teledysk
Teledysk do utworu wyreżyserowany przez AG Studio został opublikowany 27 maja 2014. Studio było odpowiedzialne także za scenariusz i montaż teledysku. Rolę męską odegrał Jakub Sokołowski, a żeńską Sylwia Borowska. Teledysk promował album K2 Anatomia. Teledysk przedstawia historię młodej pary, która spełnia kolejne wyzwania zapisane na kartce.

## Odbiór

### Pozycje na listach
| Kraj   | Lista (2014)  | Najwyższa pozycja |
| ------ | ------------- | ----------------- |
| Polska | AirPlay – Top | 16                |

### Nagrody
| Rok  | Nagroda          | Kategoria     | Wynik     |
| ---- | ---------------- | ------------- | --------- |
| 2015 | Eska Music Award | Najlepszy hit | Nominacja |